# أبح علي
أبح علي (بالصومالية: Ubax Cali)‏(بالإنجليزية: Ubah Ali)‏ من مواليد 1996 ناشطة اجتماعية ونسوية من أرض الصومال، وهي مناضلة ضد تشويه الأعضاء التناسلية الأنثوية. في عام 2020، أدرجتها هيئة الإذاعة البريطانية كواحدة من أكثر 100 امرأة نفوذاً في العالم.

## السيرة الشخصية
ولدت أبح علي عام 1996 في برعو بمنطقة توغدير في أرض الصومال. كان والدها يعمل سائق سيارة أجرة حتى أصيب  بجلطة في عام 2012، وكانت والدتها تبيع الملابس. وهي التي شجعتها علي تعليمها وحثتها على التقدم بطلب للحصول على منح دراسية، درست في مدرسة ابراسو في برعو للعلوم والتكنولوجيا من عام 2011 وتركت هناك في عام 2015، ثم انتقلت إلى مدرسة مدرسة مس هول وتخرجت منها في عام 2016. اعتبارًا من عام 2019، كانت تدرس للحصول على درجة بكالوريوس في السياسة وحقوق الإنسان في الجامعة الأمريكية في بيروت.يتم تمويل دراستها الجامعية من قبل برنامج علماء مؤسسة. أثناء دراستها هناك، كانت تقوم أيضًا بتدريس اللاجئين السوريين.

## النشاط
في عام 2015، عندما كانت تبلغ من العمر 18 عامًا، أسست أبح علي منظمة تسمى أمل في صوماليلاند بهدف توفير فرص تعليمية للأيتام والطلاب المحرومين من صوماليلاند. كان هذا مستوحى من العمل الذي قامت به في مركز هرجيسا للأيتام، بين عامي (2012-2015)، حيث عملت على تدريس طلاب كُثر، هناك كما قامت أيضًا بجمع التبرعات للمجتمعات المتضررة من الجفاف في صوماليلاند. في عام 2020، أصبحت علي أكثر شهرة بسبب حملتها ضد تشويه الأعضاء التناسلية الأنثوية في صوماليلاند. في عام 2018 أسست مؤسسة سوليك، والتي تهدف إلى إنهاء الممارسة من خلال حملات التثقيف والتوعية. ونتيجة لذلك، أنشأت مجموعة تعتبر أول مجموعة مناهضة لتشويه الأعضاء التناسلية الأنثوية في صوماليلاند. في حين يربط العديد من الصوماليين تشويه الأعضاء التناسلية الأنثوية بالشريعة، تعتقد ابح إلى جانب الأطباء وعدد متزايد من الزعماء الدينيين أنها ظاهرة ثقافية يمكن تغييرها. ابح وشقيقاتها الثلاث ناجين من تشويه الأعضاء التناسلية الأنثوية والتي تعرف في الصومال الختان الفرعوني.

## الجوائز
- جائزة متطوع العام في 2018-2019 من قبل الجامعة الأمريكية في بيروت. [8]
- 100 امرأة (بي بي سي).[9]